# 阿列克谢·济诺维耶维奇·彼得罗夫
阿列克谢·济诺维耶维奇·彼得罗夫（羅馬化：Aleksey Zinov'yevich Petrov；1910年10月28日—1972年5月9日）是一位苏联数学家和理论物理学家，因其在爱因斯坦空间分类（今天称为彼得罗夫分类）方面的工作而闻名。他于1969年成为了乌克兰苏维埃社会主义共和国科学院院士。